# رأس القرية

تعديل مصدري - تعديل

رأس القرية إحدى حارات مدينة السدة بمحافظة إب، بلغ تعداد سكانها 884 نسمة حسب تعداد اليمن لعام 2004.